# Дейв Кушнер
Дейв Кушнер (англ. Dave Kushner нар. 16 листопада 1966, Лос-Анджелес) — американський музикант, композитор, найбільш відомий як гітарист супергурту Velvet Revolver.

## Життєпис
Дейв Кушнер народився в 1966 році в Лос-Анджелесі. Цікавився музикою з дитинства, вчився в одній школі з майбутнім гітаристом «Guns N' Roses» Слешем і грав у музичних колективах із шістнадцяти років. Його серйозна музична кар'єра розпочиналась у панк-роковому гурті «Wasted Youth», з яким записав платівку Black Daze (1988), на якій грав на бас-гітарі та електрогітарі.
У 1990-ті роки Кушнер змінив безліч колективів. Разом з гуртом «The Electric Love Hogs» випустив платівку, яку продюсував Томмі Лі. Кушнер грав у гурті Дейва Наварро «Sugartooth». Брав участь у записі першого альбому фанк-рокового супергурту «Infectious Grooves» і грав у ньому близько шести місяців. Окрім цього він десь рік працював у «Danzig», а також був музичним директором Дейва Наварро.
В 1998 році Кушнер грав у японському проєкті «Zilch» із місцевим гітаристом Hide. Там він познайомився з Даффом Маккаганом і перейшов до його гурту «Loaded». Саме знайомство з Маккаганом та шкільна дружба зі Слешем призвела до того, що Кушнера запросили до проєкту колишніх учасників «Guns N' Roses», який згодом отримав назву «Velvet Revolver». У складі Velvet Revolver Кушнер випустив два альбоми та отримав премію «Греммі» за найкраще хард-рокове виконання. Колектив існував з 2002 по 2008 роки, доки з нього не пішов вокаліст Скотт Вейланд.
Після «Velvet Revolver» Дейв зосередився на створенні музики для художніх фільмів та телебачення. Зокрема, за створення головної теми для серіалу FX «Сини анархії» у 2009 році його номінували на отримання премії «Еммі», а у 2010 році він отримав нагороду Американської асоціації композиторів ASCAP. Він також є автором музики до фільмів «Чотири Різдва», «Формула кохання для в'язнів шлюбу», та серіалу «Детройт 1-8-7». У середині 2010-х Кушнер став музичним копродюсером серіалу Netflix «„С“ означає сім'я».
Протягом десяти років Кушнер був ендорсером виробника гітар «Fernandes Guitars». Компанія випускала сигнатурну модель електрогітари «Ravelle Elite Dave Kushner Signature».